# Simyra neomelaina
Simyra neomelaina là một loài bướm đêm trong họ Noctuidae.